# Embiotòcids
Els embiotòcids (Embiotocidae) són una família de peixos teleostis de l'ordre dels perciformes presents a les aigües costaneres del Pacífic nord: Amèrica del Nord, Corea i el Japó.
 El nom Embiotocidae prové del grec embios (persistent) + tokos, -ou (naixement).

## Morfologia
Rhacochilus toxotes n'és l'espècie més grossa amb 45 cm de llargària total. Tenen el cos ovalat i comprimit lateralment, la boca petita, una única aleta dorsal amb 6-11 espines (llevat d'Hysterocarpus traski, el qual té entre 15 i 19) i 9-28 radis tous. L'Aleta anal amb 3 espines i 15-35 radis tous; les Escates cicloides; la línia lateral amb, en general, 35-75 escates. L'aleta caudal bifurcada.

## Ecologia
Poden viure a l'aigua dolça (rarament), salabrosa i marina.
Són peixos vivípars (l'embrió es nodreix directament de la mare i, també, del rovell d'ou ) i la reproducció té lloc, generalment, a l'estiu, tot i que el període de gestació és llarg i el naixement de les cries (fins a 80, depenent de l'espècie) no s'esdevé fins a la tardor o la primavera següent. Les cries neixen amb totes les característiques pròpies de l'exemplar adult.
Segons l'espècie en qüestió, poden ésser planctívors, carnívors bentònics o omnívors.

## Taxonomia
- Gènere Amphistichus (Agassiz, 1854)[8]
  - Amphistichus argenteus (Gibbons, 1854)
  - Amphistichus koelzi (Hubbs, 1933)
  - Amphistichus rhodoterus (Agassiz, 1854)
- Gènere Brachyistius (Gill, 1862)[9]
  - Brachyistius aletes (Tarp, 1952)
  - Brachyistius frenatus (Gill, 1862)
- Gènere Cymatogaster (Gibbons, 1854)[10]
  - Cymatogaster aggregata (Gibbons, 1854)
- Gènere Ditrema (Temminck & Schlegel, 1844)[11][12]
  - Ditrema jordani (Franz, 1910)
  - Ditrema temminckii (Bleeker, 1853)
    - Ditrema temminckii pacificum (Katafuchi & Nakabo, 2007)
    - Ditrema temminckii temminckii (Bleeker, 1853)

  - Ditrema viride (Oshima, 1955)
- Gènere Embiotoca (Agassiz, 1853)[13]
  - Embiotoca jacksoni (Agassiz, 1853)
  - Embiotoca lateralis (Agassiz, 1854)
- Gènere Hyperprosopon (Gibbons, 1854)[10]
  - Hyperprosopon anale (Agassiz, 1861)
  - Hyperprosopon argenteum (Gibbons, 1854)
  - Hyperprosopon ellipticum (Gibbons, 1854)
- Gènere Hypsurus (Agassiz, 1861)[14]
  - Hypsurus caryi (Agassiz, 1853)
- Gènere Hysterocarpus (Gibbons, 1854)[10]
  - Hysterocarpus traskii (Gibbons, 1854)
    - Hysterocarpus traskii pomo (Hopkirk, 1974)
    - Hysterocarpus traskii traskii (Gibbons, 1854)[15]
- Gènere Micrometrus (Gibbons, 1854)[16]
  - Micrometrus aurora (Jordan & Gilbert, 1880)
  - Micrometrus minimus (Gibbons, 1854)
- Gènere Neoditrema (Steindachner a Steindachner & Döderlein, 1883)[17]
  - Neoditrema ransonnetii (Steindachner, 1883)
- Gènere Phanerodon (Girard, 1854)[18]
  - Phanerodon atripes (Jordan & Gilbert, 1880)
  - Phanerodon furcatus (Girard, 1854)
- Gènere Rhacochilus (Agassiz, 1854)[8]
  - Rhacochilus toxotes (Agassiz, 1854)
  - Rhacochilus vacca (Girard, 1855)
- Gènere Zalembius (Jordan & Evermann, 1896)[19]
  - Zalembius rosaceus (Jordan & Gilbert, 1880)[20][21][22][23][24][25][26]

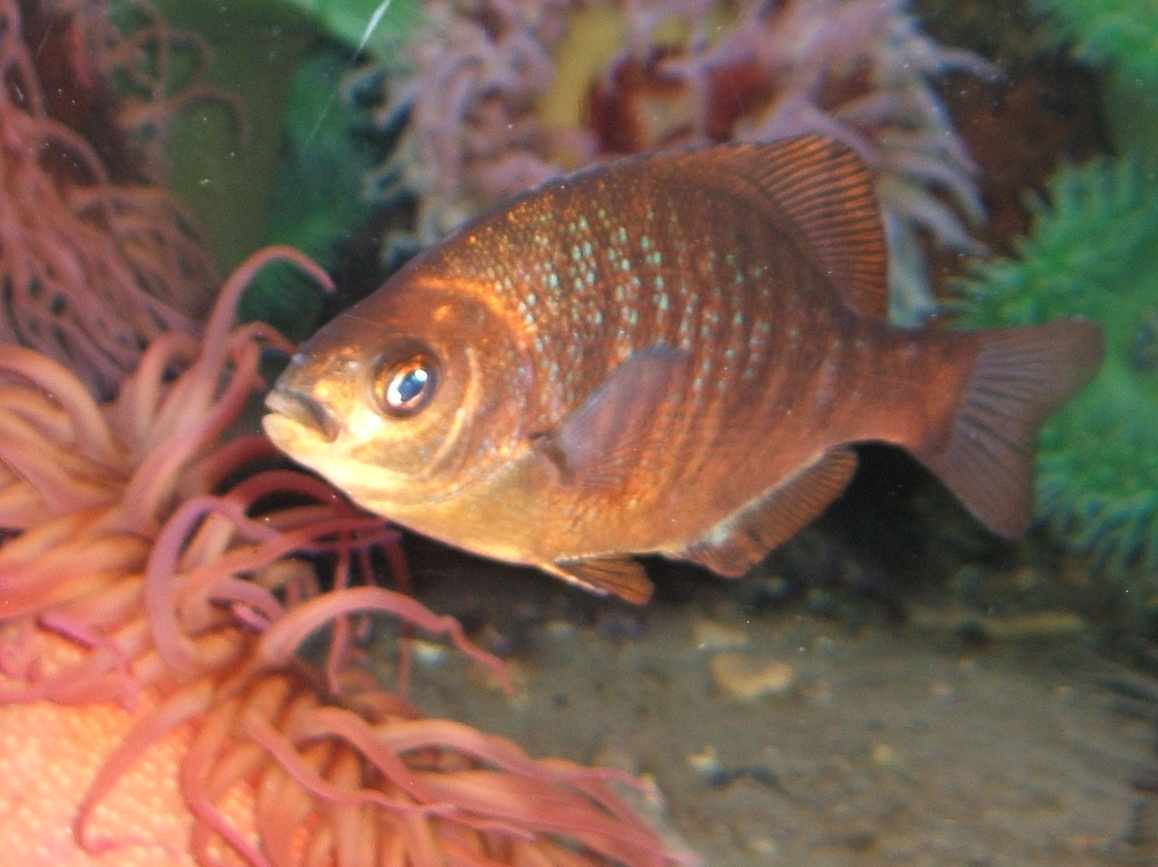
Embiotoca jacksoni
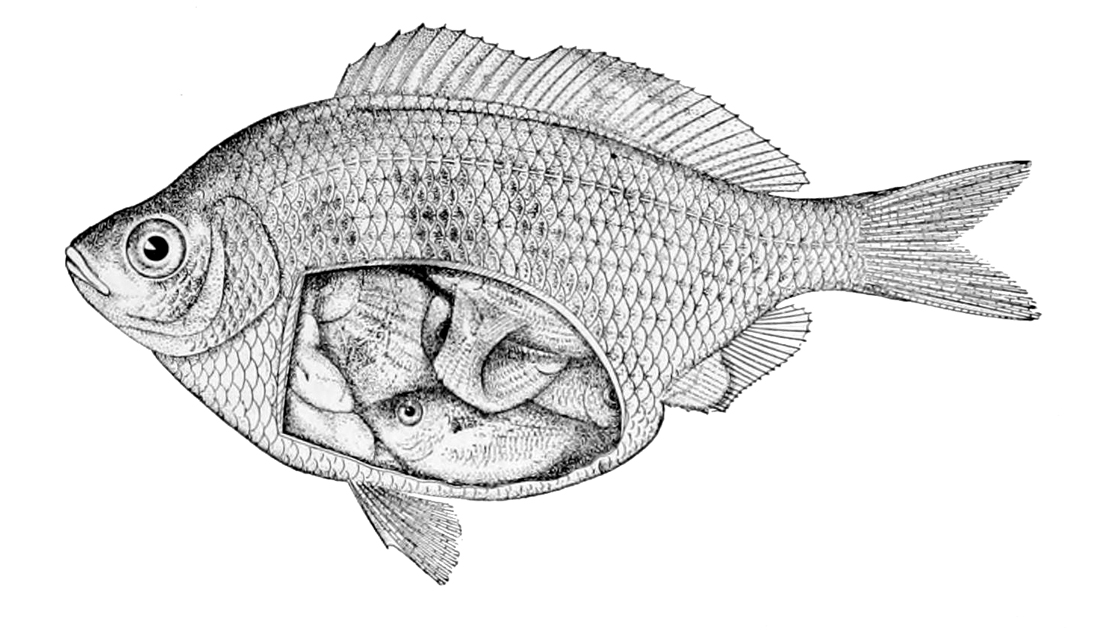
Femella de Cymatogaster aggregata (il·lustració del 1906)
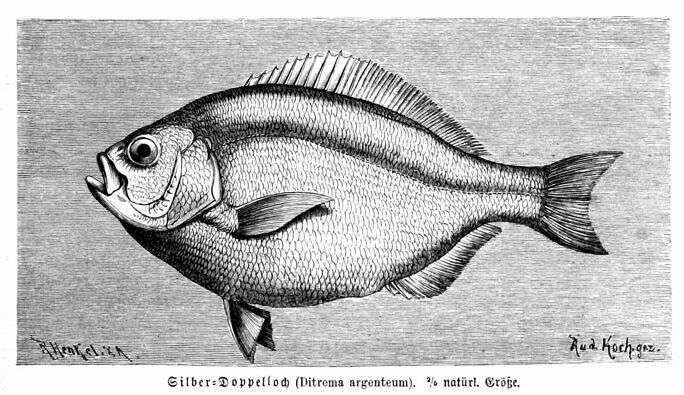
Hyperprosopon argenteum (il·lustració del 1892)
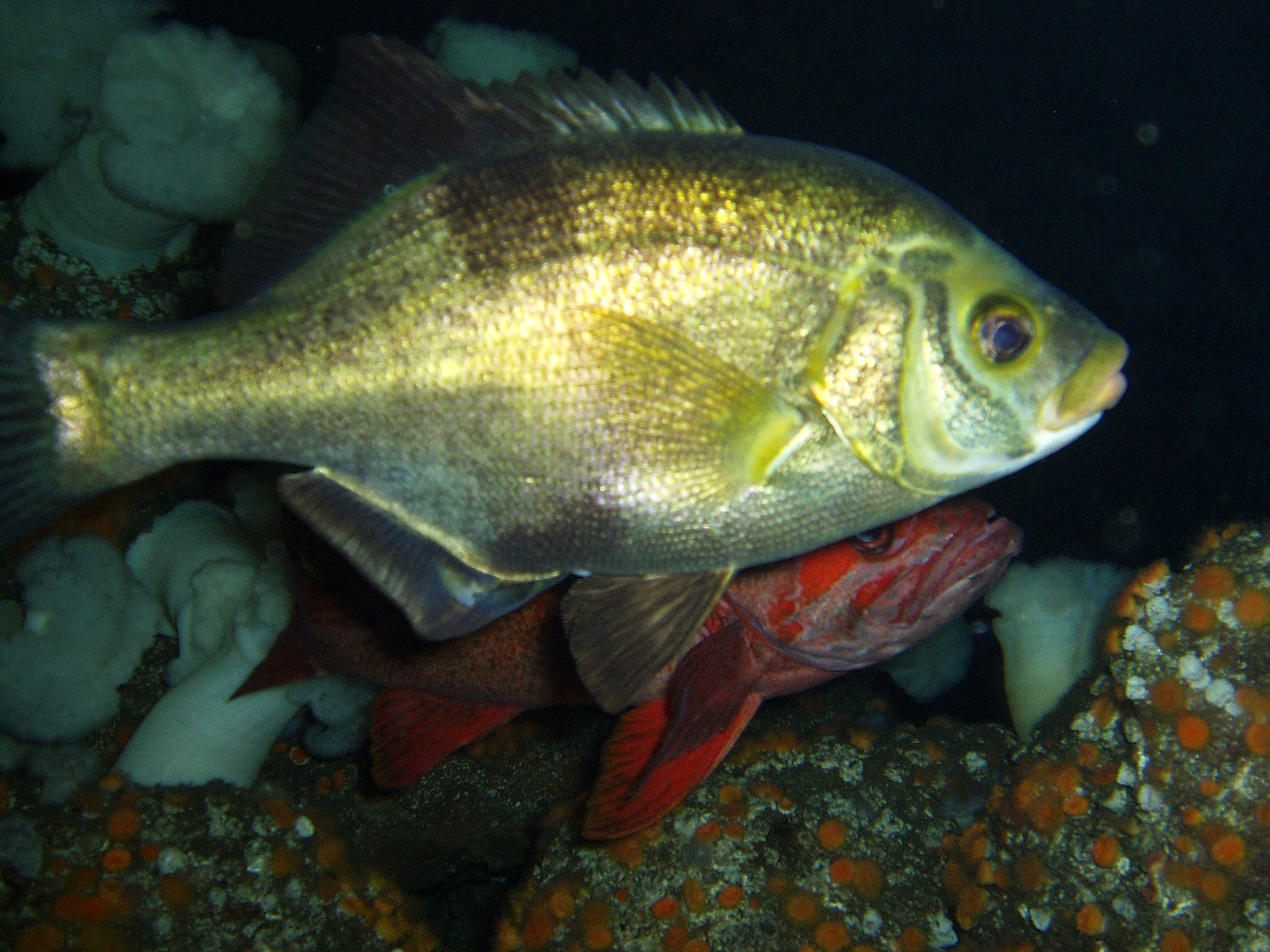
Rhacochilus toxotes
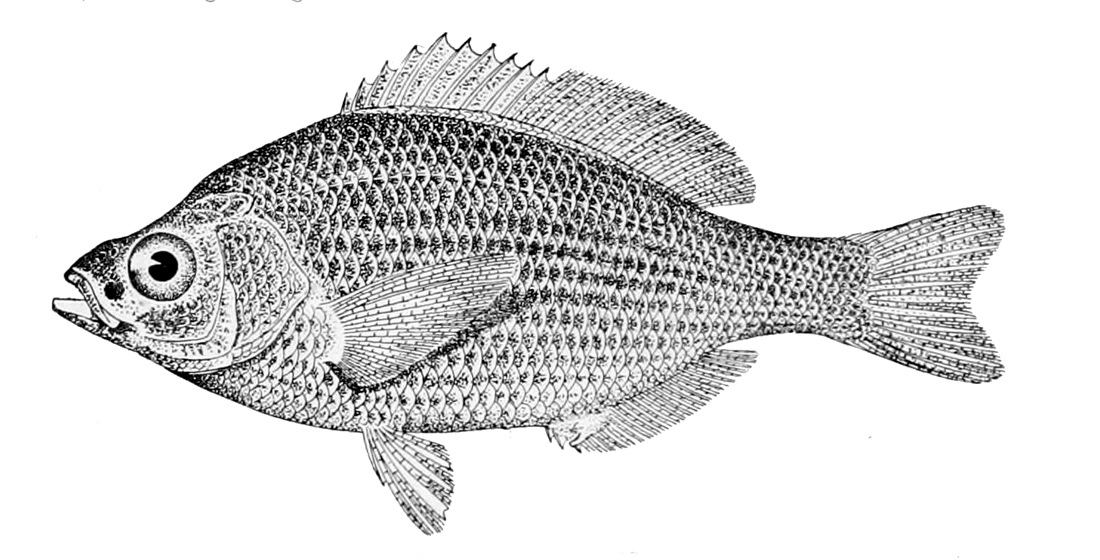
Cymatogaster aggregata
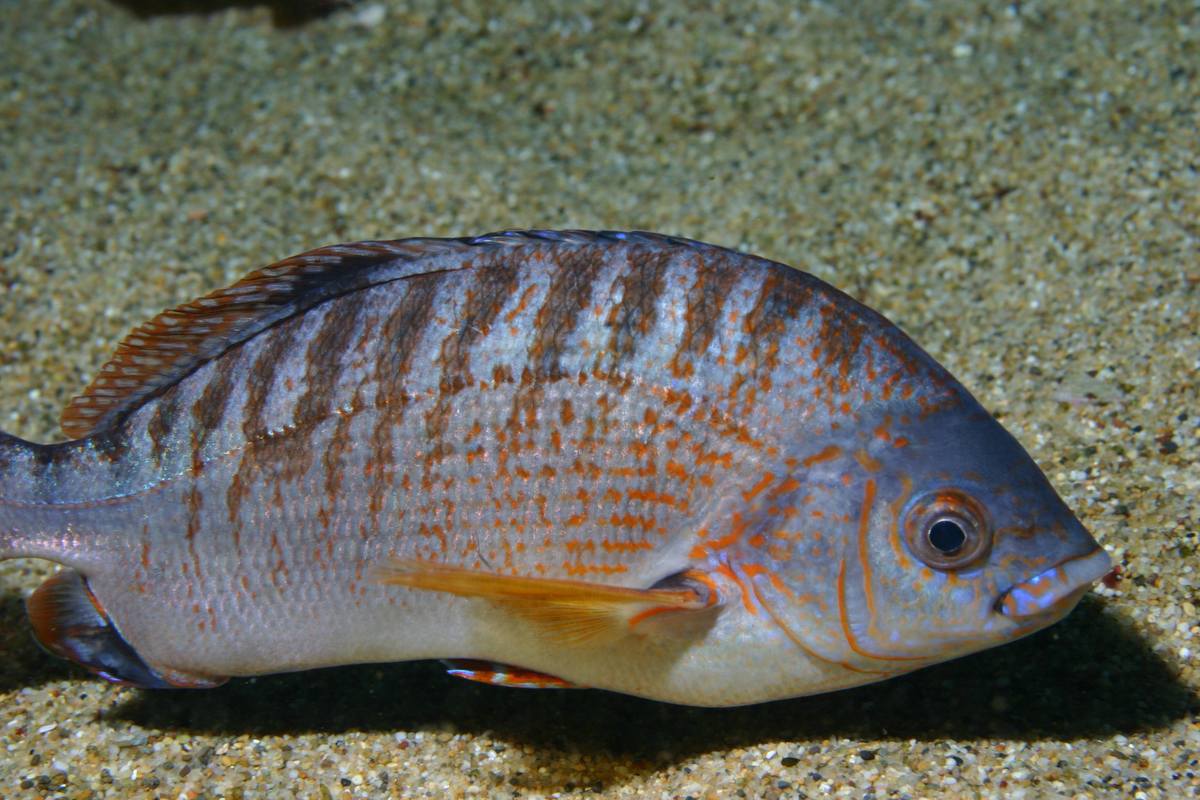
Hypsurus caryi
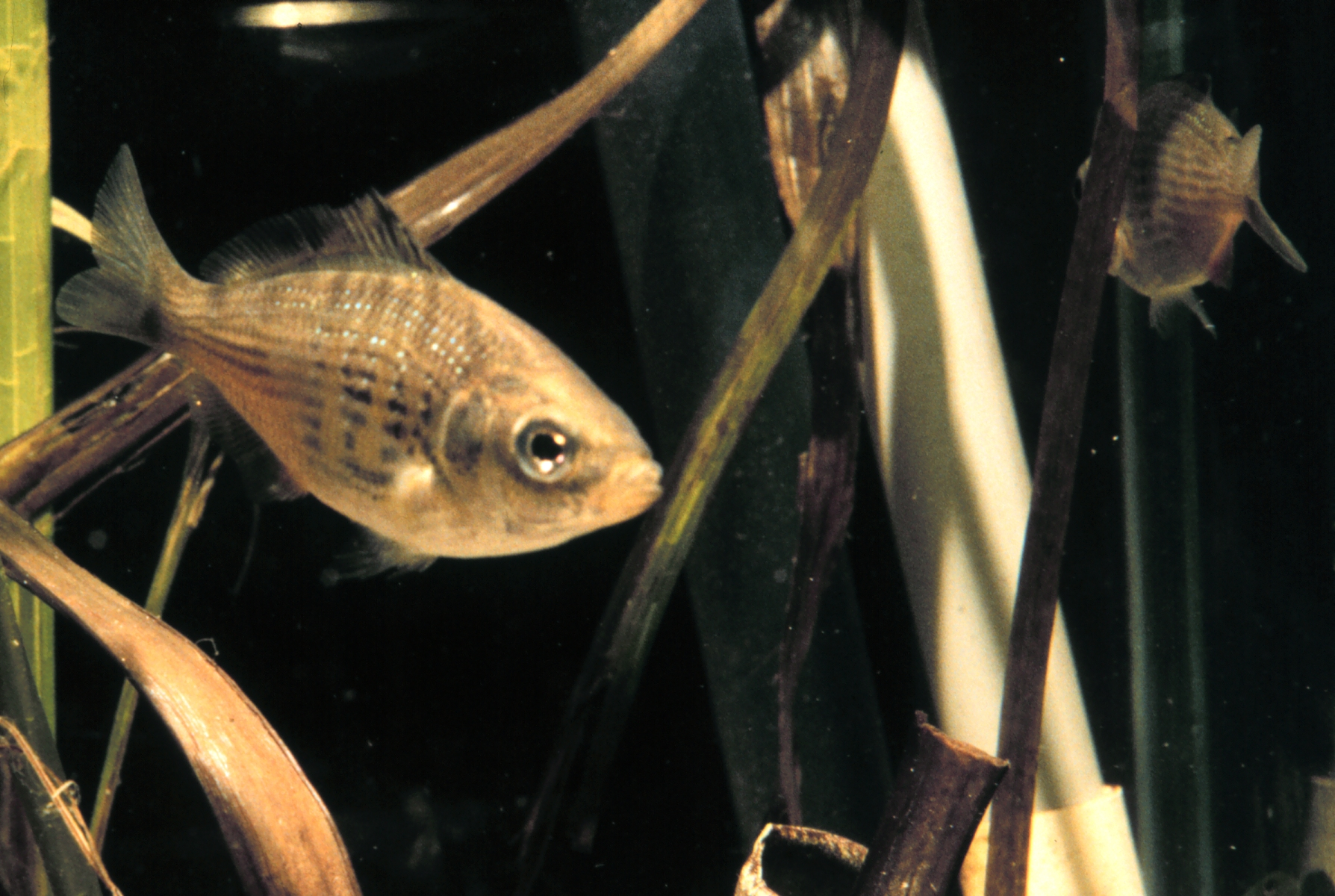
Cymatogaster aggregata